# Kaluš
Kaluš (in ucraino Калуш?) è una città dell'Ucraina nel distretto di Kaluš, nell'oblast' di Ivano-Frankivs'k. Ospita l'amministrazione del distretto di Kaluš e della comunità territoriale di Kaluš, una delle comunità territoriali dell'Ucraina. Nel 2022 aveva una popolazione di 65 088 abitanti.
Fino al 18 luglio 2020 Kaluš era classificata come città di rilevanza regionale e costituiva un comune autonomo rispetto al distretto di Kaluš, anche se ne costituiva il centro amministrativo. Nell'ambito della riforma amministrativa dell'Ucraina, che ha ridotto a sei il numero dei distretti dell'oblast' di Ivano-Frankivs'k, Kaluš è entrata a far parte del distretto di Kaluš.

## Geografia
La città si trova ai piedi dei monti Carpazi nella regione storica della Galizia e al confine orientale dell'area di insediamento della minoranza Bojko.

### Clima
Il suo clima è continentale temperato e umido condizionato dalla vicinanza dei monti Carpazi. Questo provoca un brusco calo delle temperature invernali fino a -20 °C e aumento di temperatura estiva a +20 °, +30 °C. La temperatura media di gennaio è di -4 °C, -10 °C, luglio 18 °C, +25 °C.

## Storia
Appartenne all'Impero austro-ungarico e fu sede di capitanato (Hauptmannschaft) del distretto omonimo.

## Economia
Le industrie presenti si occupano di: cibo, vestiario, chimica, oggettistica e scultura. Uno dei vantaggi principali della città è la sua posizione geografica vantaggiosa. La rete stradale collega Kaluš con altre città come Leopoli (130 km), Užhorod (280 km), Kiev (560 km).